# Richard X. Slattery
Richard Xavier Slattery (El Bronx, Nueva York, Estados Unidos; 26 de junio de 1925-Los Ángeles, California, Estados Unidos; 27 de enero de 1997), más conocido como Richard X. Slattery, fue un actor estadounidense de teatro, cine y televisión. Slattery participó en varias películas tales como Una trompeta lejana, The Boston Strangler, Walking Tall, The No Mercy Man y Herbie Rides Again.
Richard Xavier Slattery se distinguió por una mirada de mandíbula cuadrada y una voz áspera y grave que lo hizo idea para personajes rudos, por lo general como vaquero, policía o sargento. Fue oficial de policía de Nueva York (NIPD) durante doce años (1948-1960) y comenzó su carrera como actor en películas de entrenamientos de la academia de policía y teatro comunitario en El Brox.